# Pařížská pánev
Pařížská pánev (francouzsky  Bassin parisien) je rozsáhlá pánev na severu Francie. V jejím středu leží Île-de-France a hlavní město Francie Paříž. Pánev odvodňuje řeka Seina. Pařížská pánev leží v regionech Île-de-France, Normandie, Hauts-de-France, Grand Est, Burgundsko-Franche-Comté, Centre-Val de Loire a Pays de la Loire. Jedná se o významnou sídelní a hospodářskou oblast Francie.

## Geografie

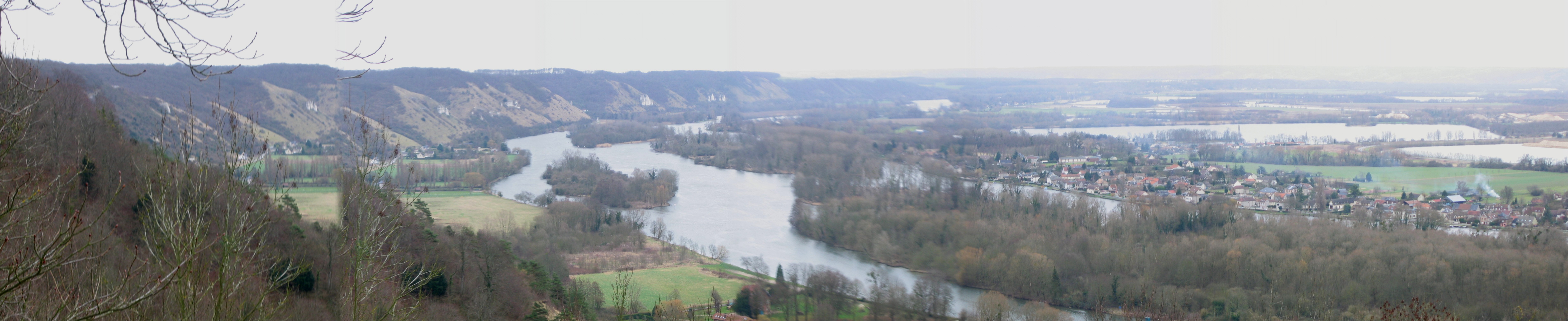
Údolí Seiny v Normandii

Nejnižší bod Pařížské pánve leží na soutoku řek Seiny a Marny (26 m n. m.). Směrem k okrajovým částem pánve se krajina zvedá k nadmořské výšce 300 až 400 m. Významnou složkou pánve jsou kuesty, jež se rozvinuly zvláště ve východní části pánve. Některé dosahují výšky přes 200 metrů.

## Geologie
Střed pánve tvoří třetihorní sedimenty. Směrem k okrajům vystupují starší sedimenty, hlavně z období jury a křídy. Tato koncentrická stavba pánve se však zachovala pouze ve východní části. Na západě není tak pravidelná. Největší část pánve pokrývají křídové sedimenty. Jedná se o jílovce, slínovce a vápence. Nejmladší vrstvy pak tvoří křídy.
Studium zdejších fosilních měkkýšů umožnilo Jeanu Baptistovi Lamarckovi formulovat jeho evoluční teorii.

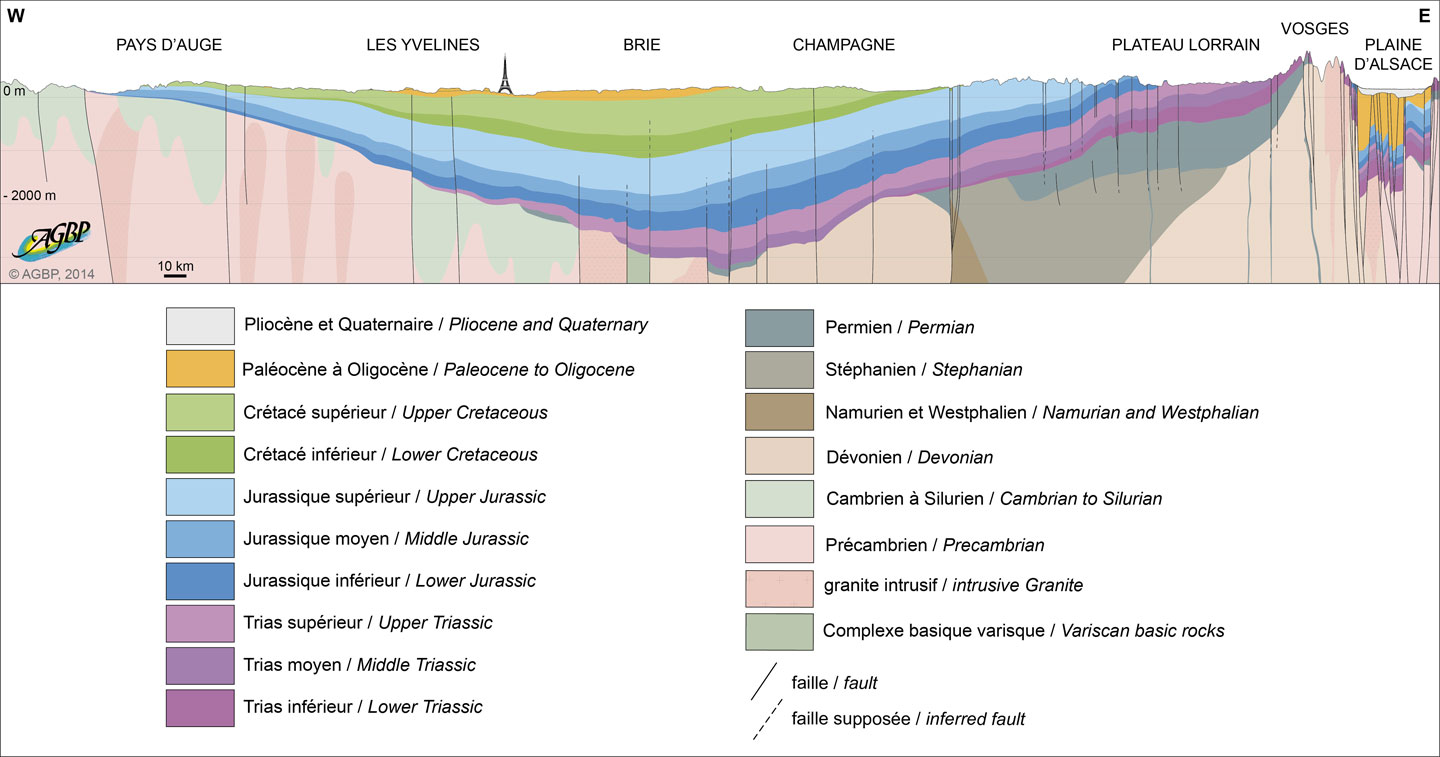
Geologický řez pařížskou pánví v regionu Ile-de-France od západu k východu, překrývající ve východní části permskou a karbonskou sársko‑lotrinskou pánev; hloubka řezu: 3500 m (zdroj AGBP).